# جيف كروغ
جيف كروغ (بالإنجليزية: Jeff Krogh)‏ هو سائق سباق أمريكي، ولد في 21 مارس 1972 في كامياه في الولايات المتحدة.

## وصلات خارجية
- جيف كروغ على موقع Racing-Reference.info (الإنجليزية)